# Kirvin, Texas
Kirvin là một thị trấn thuộc quận Freestone, tiểu bang Texas, Hoa Kỳ. Năm 2010, dân số của thị trấn này là 129 người.

## Dân số
- Dân số năm 2000: 122 người.
- Dân số năm 2010: 129 người.